# Isla Rivero (ö i Chile)
Isla Rivero är en ö i Chile.   Den ligger i regionen Región de Aisén, i den södra delen av landet, 1 400 km söder om huvudstaden Santiago de Chile. Arean är 552 kvadratkilometer.
Terrängen på Isla Rivero är kuperad. Öns högsta punkt är 984 meter över havet. Den sträcker sig 37,6 kilometer i nord-sydlig riktning, och 24,6 kilometer i öst-västlig riktning.
I omgivningarna runt Isla Rivero växer i huvudsak blandskog. Trakten runt Isla Rivero är nära nog obefolkad, med mindre än två invånare per kvadratkilometer.